# Натошенка
Нато́шенка (Неве́ренка, Неве́рка, Неве́решка, Наве́ршка, Неве́ршка, Наве́рашка, Наве́решка, Нове́шка, Нове́ш, Нови́шка, Ве́шка) — река на западе Москвы, правый приток реки Сетуни.

## Описание
Общая длина — 7 км, в том числе в открытом русле 6 км (из них 2,5 км — под водоёмами).
Исток — в болоте, недалеко от посёлка Мещёрский, близ платформы «Мещерская» МЦД-4. На речке создано 6 прудов (общая площадь — 15 га), самый крупный из них — Мещёрский.
Протекает в открытом русле на 2 участках: от МКАД до Рябиновой улицы и вдоль улицы Генерала Дорохова, вблизи устья в районе Аминьевского шоссе. Долина ярко выражена: крутые берега (в среднем и нижнем течении) и извилистое русло. В реке водятся карась и плотва. Вода загрязнена нефтепродуктами. Натошенка не имеет рыбохозяйственного и рекреационного значения, но придаёт своеобразие архитектурно-ландшафтному облику города.
Принимает слева в 160 м выше Рябиновой ул. Левую Навершку; справа — Михалковский ручей (у МКАД) и три безымянных притока, которые впадают чуть ниже каждого из трёх прудов на ул. Генерала Дорохова.
Курганы вятичей в верхнем течении (в районе дома 44 по Рябиновой улице).

## Достопримечательности
Близ Натошенки (на левом берегу, у её нынешнего верхнего пруда на улице Генерала Дорохова) находилась усадьба и село Очаково (Ачаково), где был разбит парк, созданы пруды, в 1757 году был сооружён сохранившийся до сих пор каменный храм во имя Димитрия Ростовского.

## Происхождение названия
Название Натошенка — неясного происхождения.
Многочисленные параллельные названия (в том числе Вешка), возможно, представляют собой искажение слова Навершка — это название реки приводится в некоторых справочниках (например, «Имена московских улиц», 1975).
Е. М. Поспелов этимологизирует наименования Навершка и Вешка как слова разного происхождения от народных терминов: навершье — «вершина (овраг)», вешня — «пойменный луг, заливаемый вешними водами».